# غبيرة (نبات)
غبيرة أو ربحاي واسمها العلمي (Robbairea delileana) وهي عشبة حولية من الفصيلة قرنفلية.
يتواجد النبات في شبه الجزيرة العربية ودول جنوب البحر الأبيض المتوسط.